# Habitat (jeu vidéo)
Pour les articles homonymes, voir Habitat.
Habitat est un jeu vidéo de rôle massivement multijoueur développé par LucasArts (alors Lucasfilm Games) Imaginé par Randy Farmer et Chip Morningstar en 1985. Le jeu est la première tentative de création d’une communauté virtuelle proposant un environnement graphique,. Crée dans un premier temps en 1985, la version bêta fut lancée par Quantum Link en 1986 sur ordinateur Commodore 64 et appuyé par America Online.

## Un jeu en ligne pionnier
Contrairement aux jeux en ligne antérieurs, les joueurs étaient représentés pour la première fois par des avatars et non des lignes d'ASCII. Il semble que le terme inspiré par la cosmologie hindoue ait été ainsi utilisé pour la première fois dans le contexte vidéoludique.